# ماجد فندي المباركي
ماجد فندي المباركي كاتب وباحث عراقي-أسترالي يقيم في منطقة سيدني الكبرى. يشتهر بنشره نصوصًا مندائية، منها كنزا ربا وقلستا.

## السيرة الذاتية
المباركي مندائي ولد في العراق، وتدرب مهندسًا. هاجر إلى أستراليا قبل غزو العراق، وعاش في أواخر التسعينات وأوائل الألفية في نورثبريدج، نيو ساوث ويلز، ثم انتقل إلى لودنهم، نيو ساوث ويلز.
تم نشر النسخة الكاملة من كنزا ربا بالأبجدية المندائية، المجمعة أساسًا من مخطوطة "محتم زهرون بر ربى آدم" العراقية (نسخة 1898 ومؤرخة 6 يوليو 1899)، لأول مرة في سيدني في مارس 1998 خلال احتفالات باروانايا بواسطة ماجد فندي المباركي، وبريخا نصورايا (حيث كان يدعى هيثم سعيد)، وبريان المباركي.
في عام 1999، نشر المباركي وفريقه مجلدين من صلوات قلستا مكتوبة بالأبجدية المندائية.

## النصوص المندائية
هذه قائمة بالنصوص المندائية التي حررها ونسخها ماجد فندي المباركي مع ابنه بريان المباركي:
قلستا
- المباركي، ماجد فندي  =بريان (2010). قلستا – سيدرا د نشماتا / كتاب الصلاة المندائي (كتاب الأرواح). لودنهم، نيو ساوث ويلز: مركز الأبحاث المندائية. ج. 1. ISBN:9781876888145.
- المباركي، ماجد فندي  =بريان (2010). قلستا – 'نينيانا & قابينا / كتاب الصلاة المندائي (الردود والزواج). لودنهم، نيو ساوث ويلز: مركز الأبحاث المندائية. ج. 2. ISBN:9781876888152.

كنزا ربا
- المباركي، ماجد فندي  =بريان (2010). كنزا ربا (الكنز العظيم). لودنهم، نيو ساوث ويلز: مركز الأبحاث المندائية. ISBN:9781876888138.

## كتب بالعربية والإنجليزية
قائمة ببعض الكتب العربية والإنجليزية من تأليف المباركي:
- Al-Mubaraki، ماجد فندي (2000). الرستا المندائية: صنعها وارتداؤها. ISBN:0958570566.

مواد تعليمية للغة المندائية
- Al-Mubaraki، ماجد فندي (2001). كتاب تعليم اللغة المندائية: كتاب للمبتدئين لتعلم وتعليم اللغة المندائية. ISBN:0958570590.

كتب عربية
- Al-Mubaraki، ماجد فندي (2000). دراسات في المندائية: التاريخ والمعتقدات. نورثبريدج، نيو ساوث ويلز. ISBN:0-9585705-5-8.{{استشهاد بكتاب}}:  صيانة الاستشهاد: مكان بدون ناشر (link)
- Al-Mubaraki، ماجد فندي (2023). النباتات والطقوس المندائية: المعنى والاستعمال. ISBN:9781876888251.

## وصلات خارجية
- مكتبة أستراليا الوطنية